# Orthrosanthus muelleri
Orthrosanthus muelleri är en irisväxtart som beskrevs av George Bentham. Orthrosanthus muelleri ingår i släktet Orthrosanthus och familjen irisväxter. Inga underarter finns listade i Catalogue of Life.